# Mylabris bululuensis
Mylabris bululuensis es una especie de coleóptero de la familia Meloidae.

## Distribución geográfica
Habita en Uganda.